# ナイキ (1991年のコンピュータゲーム)
『ナイキ』は1991年7月にカクテル・ソフトから発売されたアダルトゲームである。
本作は、船外の光景やコマンド選択肢などがウィンドウ形式で表示されるという特徴があるほか、ゲーム序盤での行動により、中盤で割り振られるヒットポイントの量が変化する。
また、本作にはゲーム本編とは別に、BGM鑑賞やクイズ形式のミニゲーム「きゃんバニ・ビッグバン」をプレイできるおまけモードが収録されている。

## あらすじ
遠い未来、宇宙に進出した人類は、銀河系を自由に移動できるようになり、宇宙船を用いた銀河一周レースが開催されるに至った。
前回の大会で優勝した実績を持つ主人公・ナイキは、相棒の超能力者・美歩鈴（ミポリン）とともに、レースに参加する。
だが、レースの途中で、ナイキの帝国軍兵士時代の上官である将軍から、レースにゲストとして参加するはずだったアテナ姫が誘拐されたという通信が入る。
レースの参加者に犯人がいることを知ったナイキは、最後尾につき、レースの参加者を一組ずつチェックすることにした。
そして、二人は敵の本拠地へ向かうが、到着時点で美歩鈴が負傷したため、一度彼女を船内に待機させ、ナイキが単独で本拠地に潜入する。

## 登場人物
ナイキ
本作の主人公である、宇宙船のレーサー。お調子者で女好きだが、正義感は強く、時には冷静な判断を下すこともある。
もともとは帝国軍の兵士で、アテナ姫とは恋仲にあった。
美歩鈴（ミポリン）
ナイキの相棒である超能力者。
アテナ姫
帝国の王女。
サラ
ナイキの帝国軍の訓練学校時代の同期。
ソニイ
ヴァン
パリス公
アテナ姫の伯父で、ナイキに対してきつく当たる。
亜理子（ありす）
『きゃんきゃんバニー』シリーズからのゲストキャラクター。

### 雑誌記事
- 『美少女ゲーム最前線 パート5』辰巳出版、1991年11月1日。
  - 「よくわかる美少女ゲーム 傾向と対策編 ナイキ」、26-27頁。
  - 「よくわかる美少女ゲーム 深～く愛して攻略データ編 ナイキ」、70-71頁。